# Усть-Тарсьма
Усть-Тарсьма — деревня в Промышленновском районе Кемеровской области. Входит в состав Титовского сельского поселения.

## География
Центральная часть населённого пункта расположена на высоте 150 метров над уровнем моря.

## Население
По данным Всероссийской переписи населения 2010 года, в деревне Усть-Тарсьма проживает 602 человека (292 мужчины, 310 женщин).